# ISO 3166-2:PG
Kódy ISO 3166-2 pro Papuu Novou Guineu identifikují 20 provincií, 1 autonomní region a 1 distrikt hlavního města (stav v roce 2015). První část (PG) je mezinárodní kód pro Papuu Novou Guineu, druhá část sestává ze tří písmen identifikujících provincii.

## Seznam kódů
```
PG-CPK Chimbu (Kundiawa)
PG-CPM Central (Port Moresby)
PG-EBR East New Britain (Rabaul)
PG-EHG Eastern Highlands (Goroka)
PG-EPW Enga (Wabag)
PG-ESW East Sepik (Wewak)
PG-GPK Gulf (Kerema)
PG-HLA Hela
PG-JWK Jiwaka
PG-MBA Milne Bay (Alotau)
PG-MPL Morobe (Lae)
PG-MPM Madang (Madang)
PG-MRL Manus (Lorengau)
PG-NIK New Ireland (Kavieng)
PG-NPP Northern (Popondetta)
PG-SAN Sandaun (Vanimo)
PG-SHM Southern Highlands (Mendi)
PG-WBK West New Britain (Kimbe)
PG-WHM Western Highlands (Mount Hagen)
PG-WPD Western (Daru)
```

```
PG-NCD National Capital District (Port Moresby)
```

```
PG-NSB 
Bougainville
 (Arawa)
```